# 門司港駅

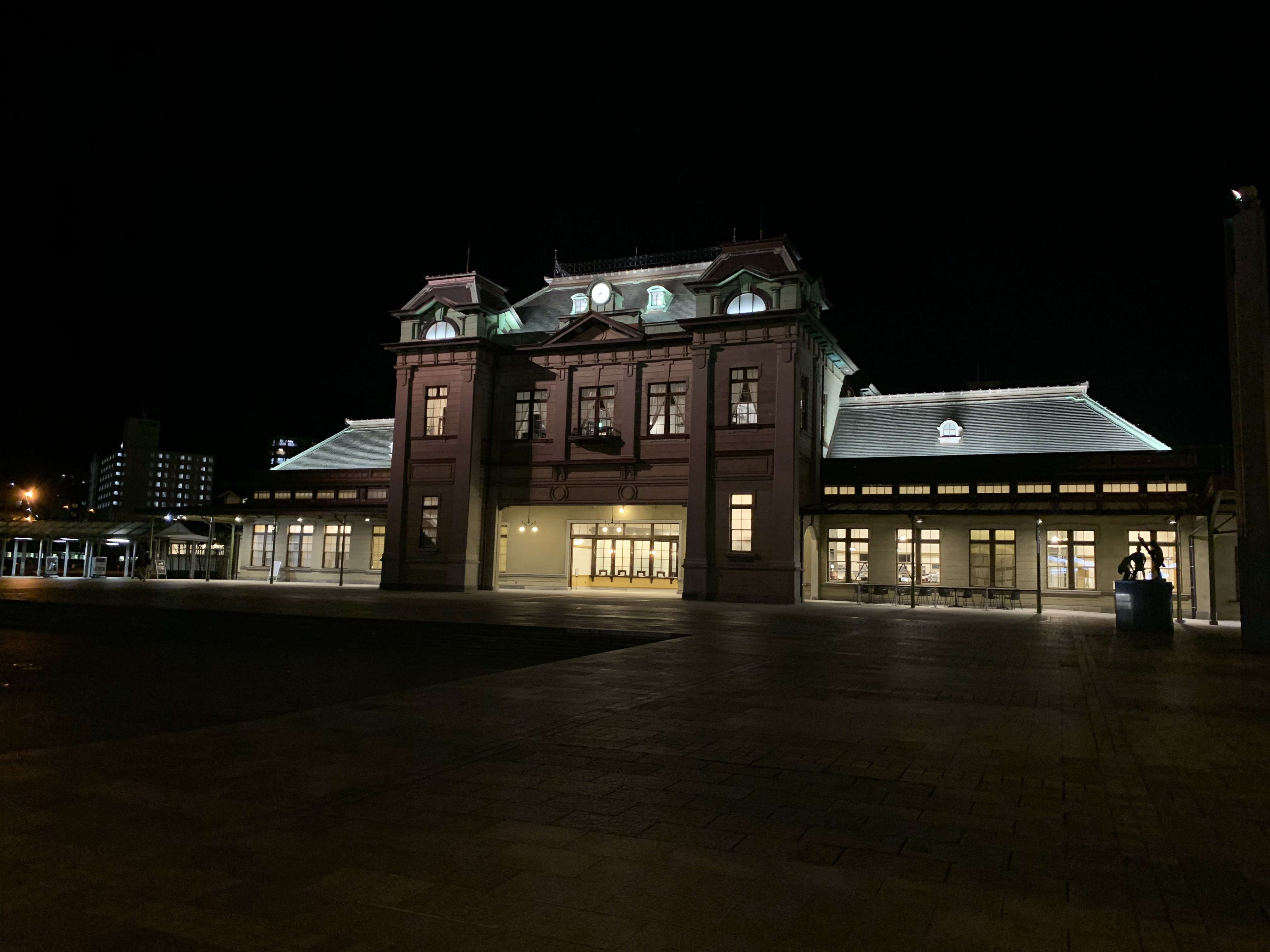
改修後の駅舎（ライトアップ）（2020年3月）

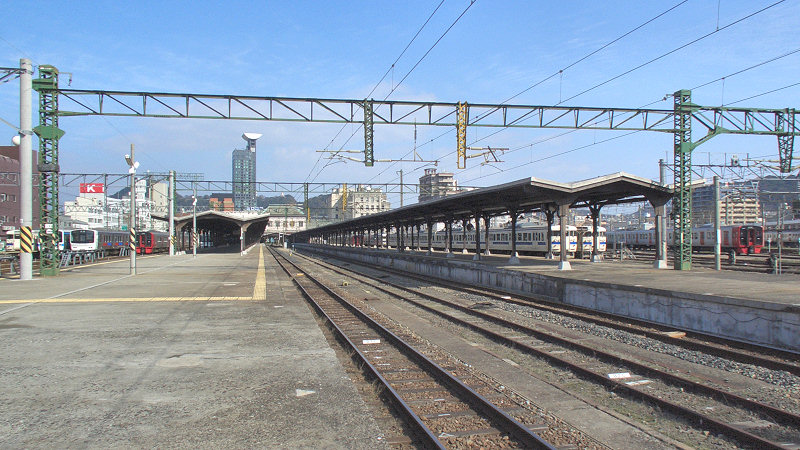
ホーム全景（2007年1月）

門司港駅（もじこうえき）は、福岡県北九州市門司区西海岸一丁目にある、九州旅客鉄道（JR九州）鹿児島本線の駅。駅番号はJA31。同線の起点である。
関門トンネルが開通するまで九州の鉄道の玄関口であり、対岸の下関駅との間に就航した関門連絡船との連絡中継駅として賑わった。駅舎は重要文化財に指定されており、現役の駅舎で重要文化財指定を受けているのは当駅と東京駅（東京都千代田区）丸の内駅舎のみである。日本経済新聞社の2007年アンケート「足を延ばして訪れて見たい駅」の全国第1位にランクされた。

## 歴史

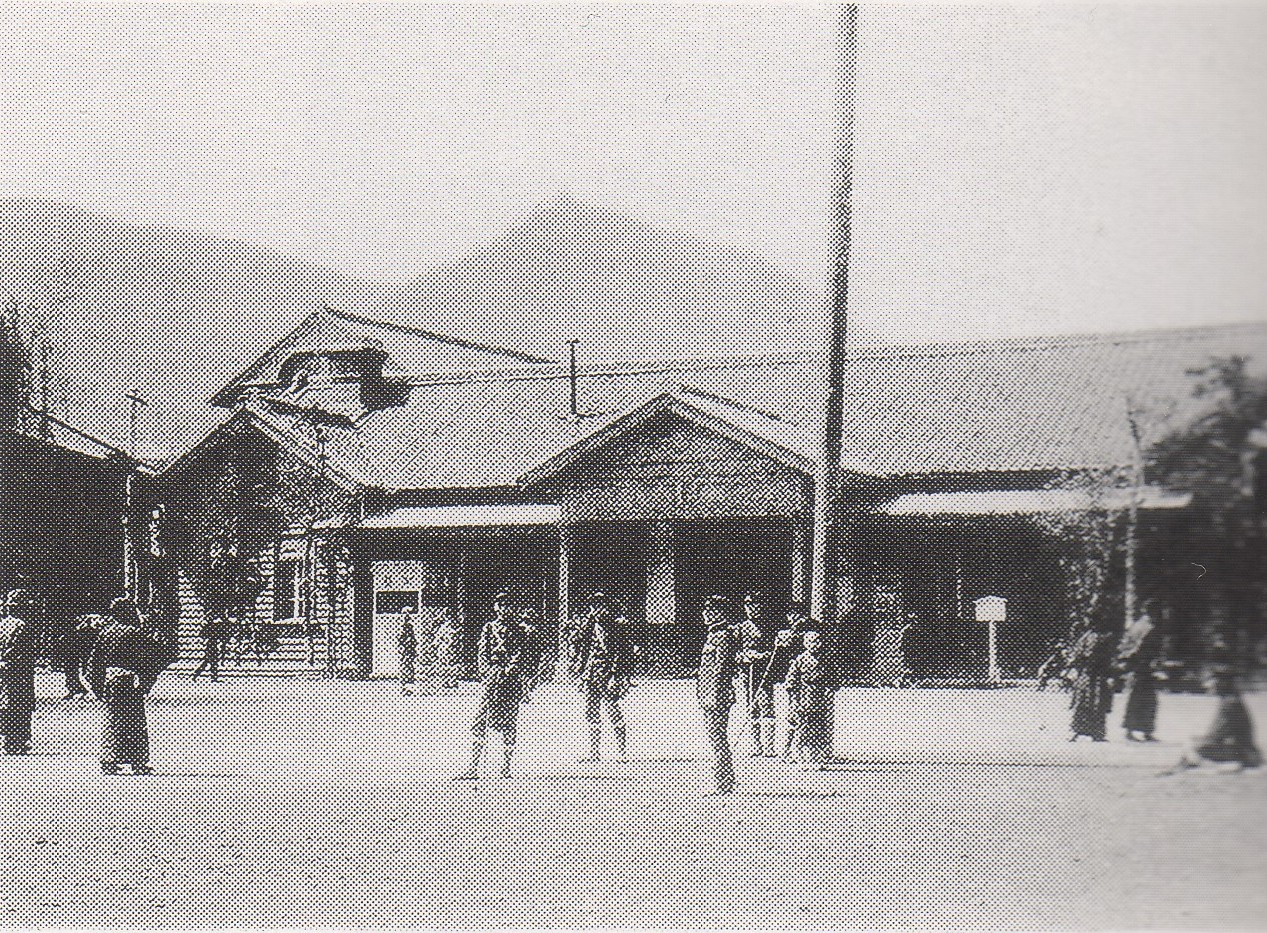
初代門司駅舎

当初は、九州鉄道の起点駅・門司駅として1891年（明治24年）4月1日に開設された。初代の駅舎が建てられたのは現在よりも東側で、今の北九州銀行門司支店の裏手にあたる。1901年（明治34年）5月27日には関門連絡船の運航が開始され、本州の鉄道と結ばれて多くの旅客と貨物がこの駅を経由することになった。しかし、1911年10月から下関 - 小森江間で貨車の車両航送が開始され、貨車は直接連絡船に載せて本州と九州の間でやり取りされるようになり、当駅を経由するのは旅客が中心となった。（なお、門司港駅周辺での複合公共施設建設や、JR九州の管工事などの準備段階で、この初代門司駅に関係する遺構が発掘された。但し、2024年６月現在、北九州市議会により、事実上の遺構の記録保存の上での解体が、その予算案承認により決定された。これに対し、一部市議を含む市民の一部や、国際機関のユネスコと関連があるイコモスなどが遺跡の再検証などを求めている（2024年9月4日、同市が取り壊す方針を示していることについて、イコモスは「ヘリテージアラート」を出した。）
1914年に現在の駅舎が完成し、移転開業した。その後も九州の鉄道の起点としての地位を保っていたが、関門トンネルの開通に際して山陽本線の接続点となる大里駅を門司駅に改称することとなったため、当駅は門司港駅に改称された。また、それまで門司の埠頭にある貨物輸送用の駅が門司港（もじみなと）駅と称しており、これにあわせて貨物駅は門司埠頭駅に改称された。それ以降の当駅は、本州と九州を連絡する鉄道輸送の流れから外れることになった。
第二次世界大戦に際しては、1945年3月5日に米軍の空襲を受け、駅構内で3名が死亡した。21世紀になってからの駅舎復元工事の際には、駅舎に残されていた機銃や爆弾の痕跡が発見された。
門司港駅が輸送の流れから外れた後も、門司鉄道管理局や国鉄九州総局などは引き続き門司港駅のそばに置かれた。国鉄分割民営化後に発足したJR九州では異例の福岡と北九州の2本社体制となり、門司港駅脇に北九州本社が引き続き置かれていたが、しかし福岡本社への統合に伴い2000年に北九州本社は閉鎖された。この建物は旧三井物産門司支店として現存する。
それ以降は門司港レトロへの観光客などが利用する駅となっている。
2012年より、開業当初への復原・耐震工事を行うために一度仮駅舎に移行し、2019年に工事完了した。

### 年表
- 1891年（明治24年）4月1日：九州鉄道(初代)が門司駅として開設[1]。
- 1897年（明治30年）4月20日：門司 - 小倉間複線化[11]。
- 1901年（明治34年）5月27日：山陽鉄道が関門連絡船を就航[1]。
- 1906年（明治39年）12月1日：山陽鉄道が国有化され関門連絡船も国有となる[1]。
- 1907年（明治40年）7月1日：九州鉄道（初代）が国有化され帝国鉄道庁が所管[1]。
- 1911年（明治44年）
  - 10月1日：下関 - 小森江間で貨車の車両航送開始[1]。
  - 11月10日：構内でお召し列車の入換作業中に御料車の脱線事故が発生する[12]。この時に、当時の当駅の構内主任が自殺するという事件が起きている[13]。
- 1914年（大正3年）
  - 1月15日：東方より200メートル移転し現在の駅本屋が完成[1]。
  - 9月：関門連絡船用桟橋竣工[1]。
- 1928年（昭和3年）：駅前の噴水が撤去される[14]。
- 1930年（昭和5年）4月1日：門司 - 外浜間貨物支線開通[1]。
- 1942年（昭和17年）4月1日：関門トンネル開通計画に伴い門司港駅に改称[1]。
- 1945年（昭和20年）3月5日：米軍の空襲により、駅構内で3名が死亡する[9]
- 1953年（昭和28年）10月15日：17トン車以上の無蓋車積木材の取扱を廃止。
- 1964年（昭和39年）11月1日：国鉄関門航路が廃止[1]。
- 1974年（昭和49年）10月1日：貨物営業廃止、旅客および手荷物扱いのみとなる[1]。
- 1985年（昭和60年）6月1日：荷物扱い廃止。
- 1987年（昭和62年）4月1日：国鉄分割民営化により九州旅客鉄道が継承[1]。
- 1988年（昭和63年）11月18日：駅舎が重要文化財に指定答申される[15]。
- 1993年（平成5年）
  - 6月10日：駅前のロータリーを移転し、噴水を復活させ広場とする工事が完了[14]。
  - 11月14日：オーストラリアのフリンダース・ストリート駅と姉妹駅締結[1][16]。
- 2000年（平成12年）7月29日：自動改札機を設置し、供用開始[17]。
- 2002年（平成14年）12月1日：駅員の制服をレトロ調に変更[18]。
- 2005年（平成17年）10月1日：外浜までの貨物支線営業休止[1]。
- 2007年（平成19年）11月30日：近代化産業遺産（31.北九州炭鉱 - 筑豊炭田からの石炭輸送・貿易関連遺産）に認定[1]。
- 2008年（平成20年）9月5日：外浜までの貨物支線廃止[1]。
- 2009年（平成21年）
  - 2月6日：近代化産業遺産 続33（09.鉄道と港 - 関門航路関連遺産）に、関門連絡船通路跡とともに認定。
  - 3月1日：ICカード「SUGOCA」の利用を開始[19]。
- 2012年（平成24年）9月29日：駅舎保存修理工事のため仮駅舎に移行[20]。
- 2018年（平成30年）11月10日：1階の一部（改札・コンコース・みどりの窓口）を先行リニューアル[21]。仮駅舎より駅機能を移転[22]。
- 2019年（平成31年）3月10日：グランドオープン。1階の残り（旧3等待合室等）と2階、駅前広場を開放[23][24][21][25][10]。
- 2022年（令和4年）3月12日：みどりの窓口の営業時間が短縮され、7時30分から19時までの営業となる[4]。
- 2024年（令和6年）6月14日：北九州市議会、発見された初代門司駅の遺構についての記録保存と、その遺構の上に建設するよう計画された門司港地区の複合公共施設に係る予算を議決[26]。

## 駅構造
頭端式ホーム2面4線を有する地上駅。南側から1 - 5番線であるが、3番線はホームに面していない留置線（元は機回し線）となっている。2つのホームの間には日本の鉄道開業100周年を記念して建立された九州の鉄道起点を示す0哩（マイル）標がある。また、隣接して留置線（旧門司港運転区→小倉総合車両センター門司港車両派出）や乗務員宿泊所が存在する。
直営駅で、みどりの窓口が設置されている。また、関門海峡花火大会など多客時の際には、自動改札機を除外して空きスペースにSUGOCA簡易リーダーを設置して対応する。かつてはキヨスクが営業していたが、当駅目の前の門司郵船ビル内に出店しているファミリーマートレトロ門司港駅前店（ファミリーマート社の直営店）との兼ね合いにより閉店した。このため一時期、構内売店は1店舗も存在しなかったが、JR九州リテールとの契約によりファミリーマートが開店（時期不明）したため、構内売店が復活している。なお、このファミリーマートは通常と異なり茶色をベースとした店舗で、景観に配慮したデザインとなっている。
かつては駅の東側の車両留置線からさらに北方向へ、外浜駅まで鹿児島本線の貨物支線が伸びていた。2005年の営業休止後、線路はそのままになっていたが、この線路を再利用する形で2009年4月26日から第3セクター平成筑豊鉄道が門司港レトロ観光線のトロッコ列車を運行している。
駅構内には戦前から使用されている洗面所、手水鉢、上水道など、様々な歴史的資産が存在する。現在は別の用途に使用されているが、「一・二等客待合室」・「チッキ（手荷物）取扱所」・「貴賓室」・「関門連絡船通路跡」等も残されている。特に関門連絡船通路跡には、旧日本軍の命令で設置された渡航者用監視窓の跡も残っている。これは当駅が外来航路の寄港地であったため、戦時下の不審者を発見する格好の場所とされたからである。

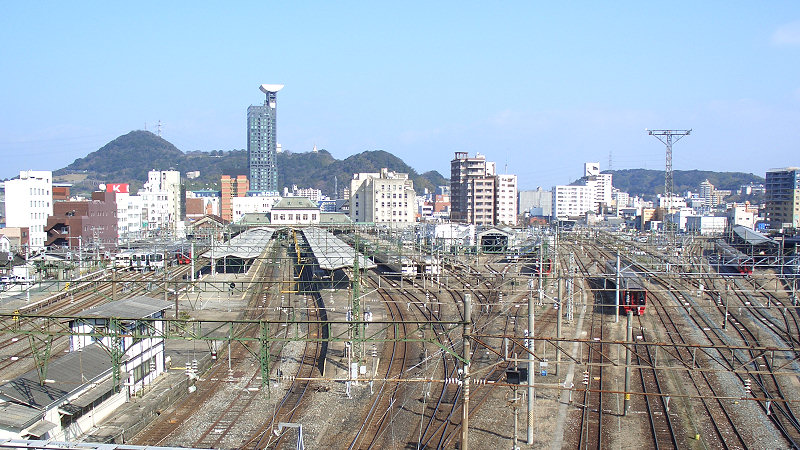
構内遠景（2007年1月）
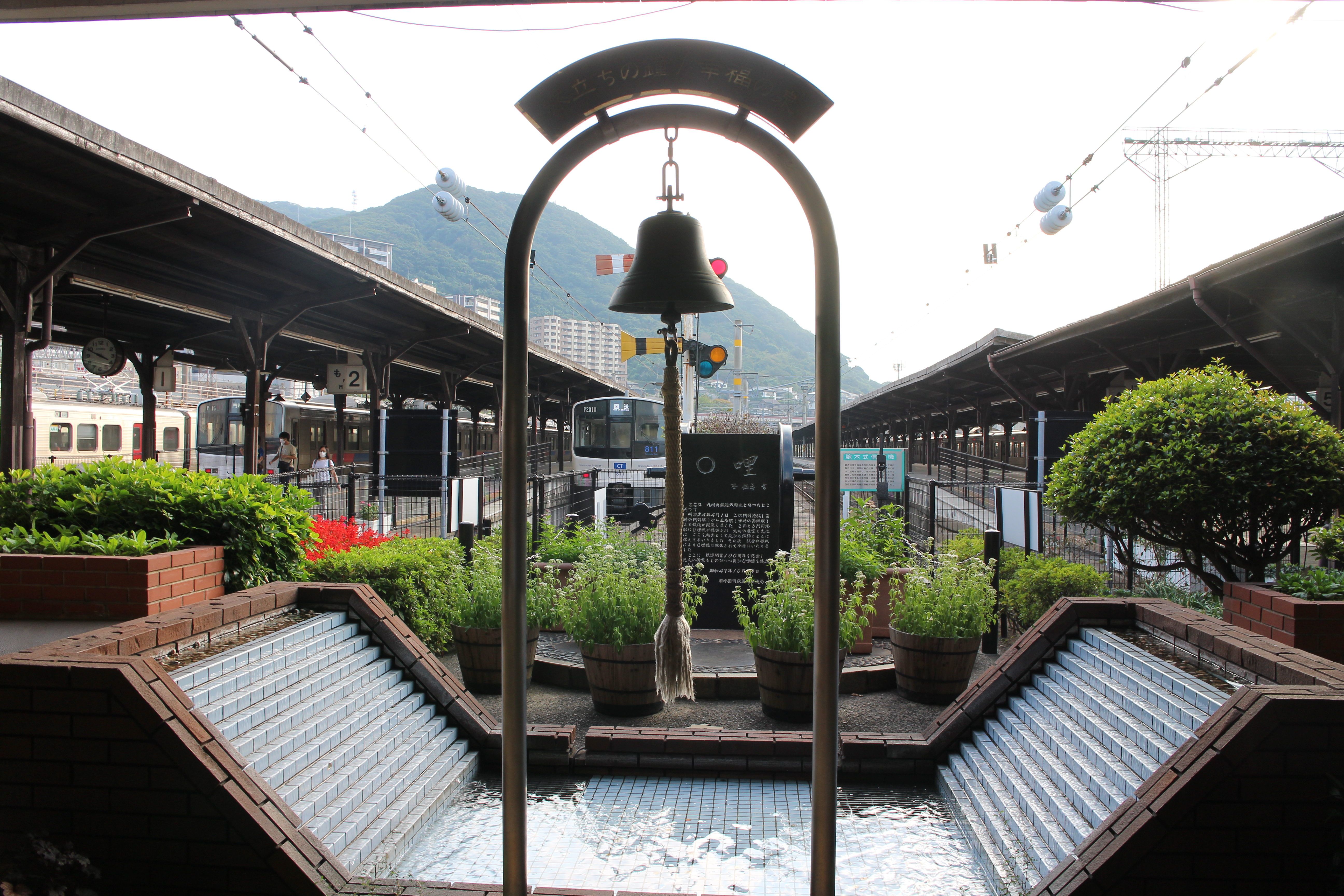
0哩（マイル）標（2022年10月）
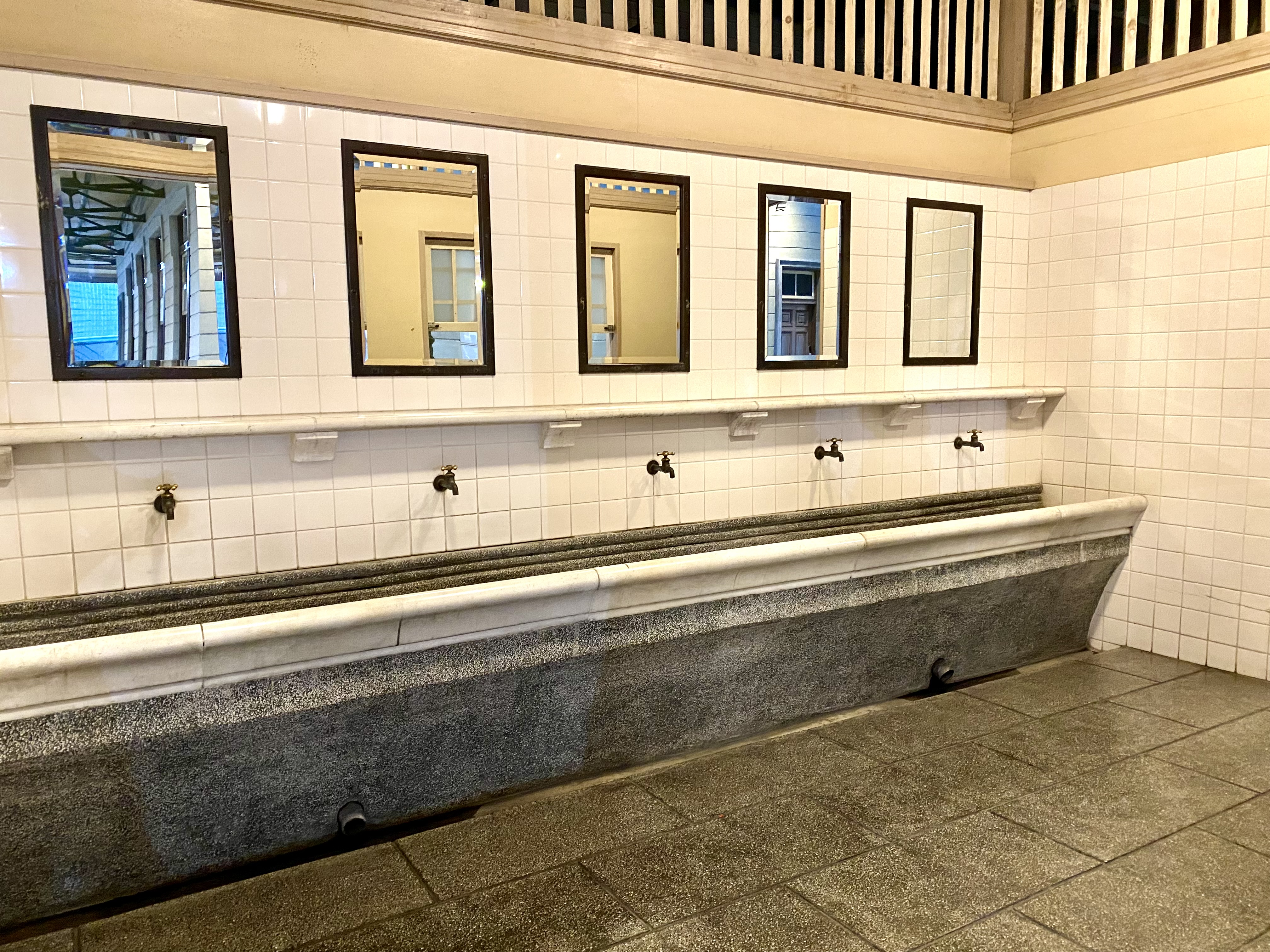
洗面所（2021年11月）
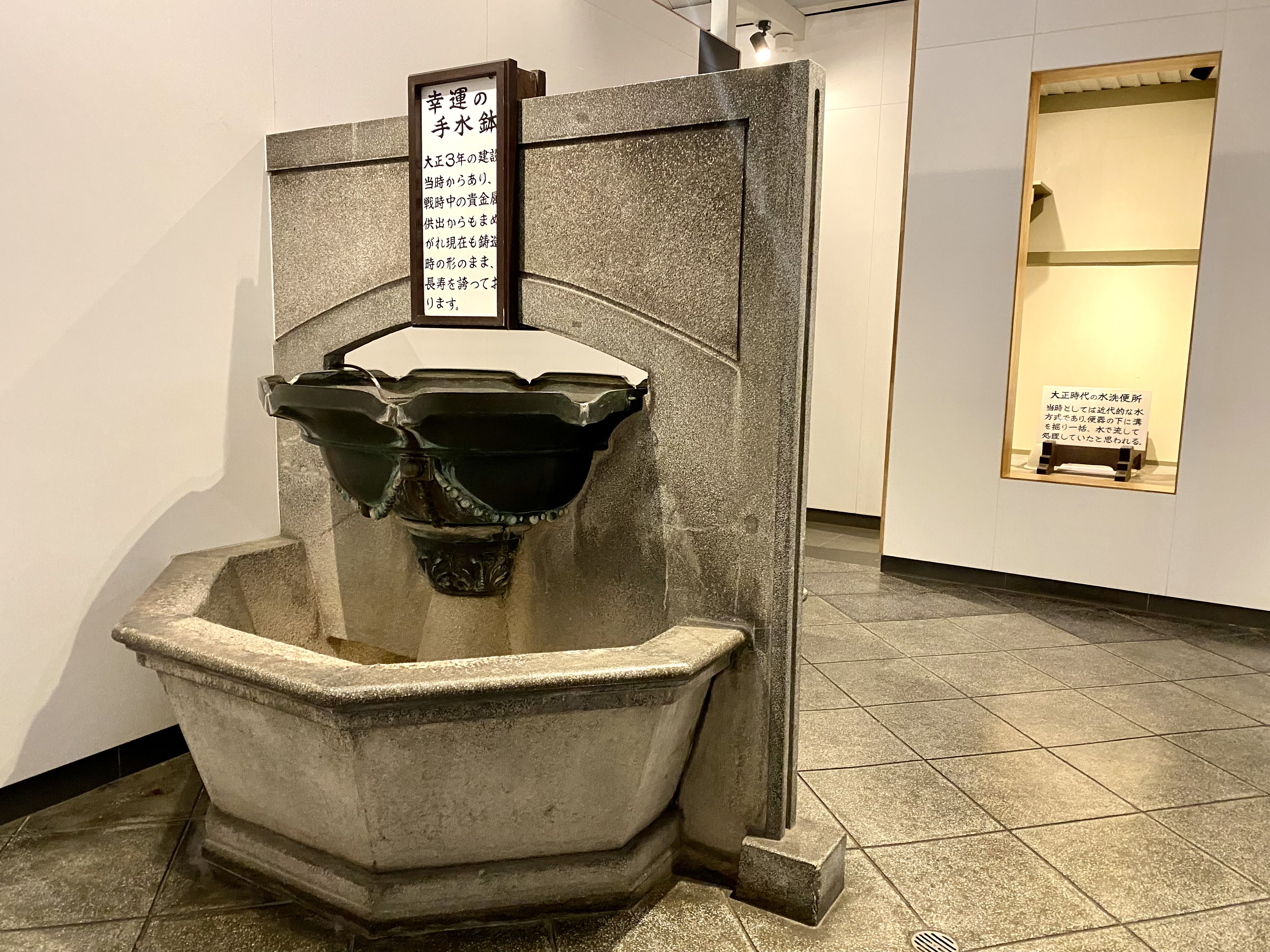
幸福の手水鉢（2021年11月）
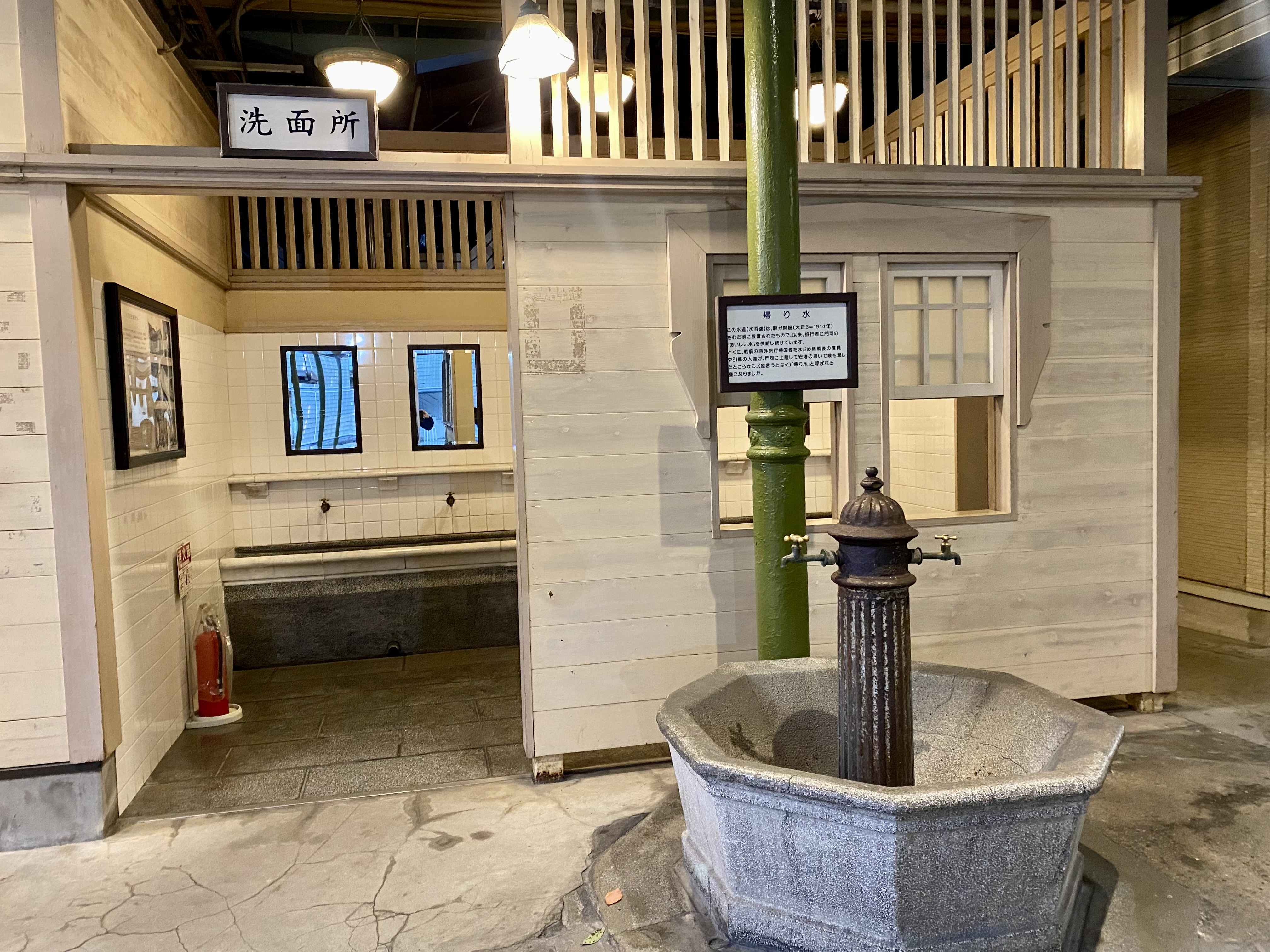
帰り水（2021年11月）
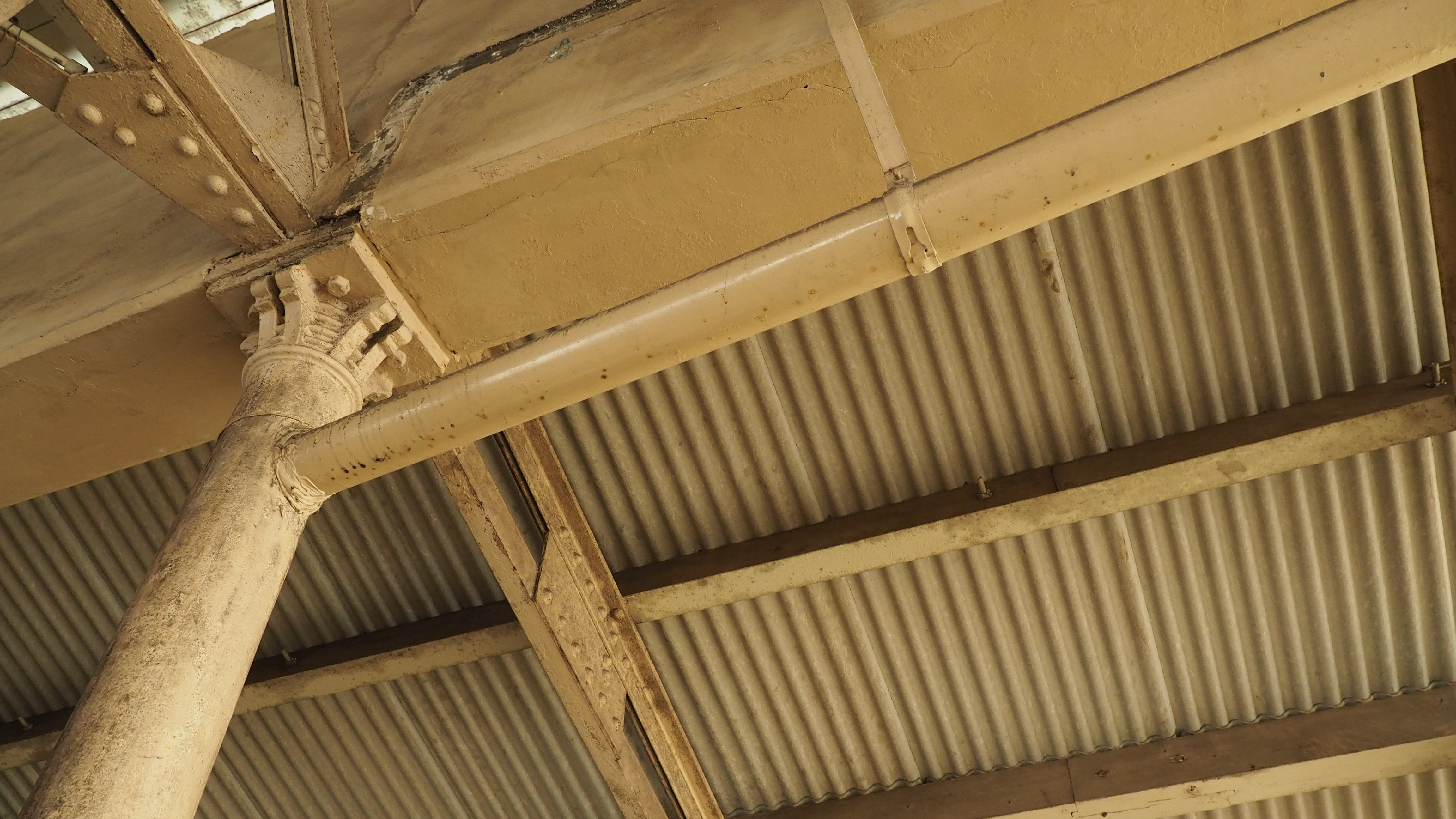
雨樋兼用柱（2019年5月）

### 駅舎
1891年(明治24年)開業時の初代駅舎は木造平屋建、切妻造、瓦葺だった。現在の二代目駅舎は、木造2階建、石盤葺。ネオ・ルネッサンス様式と呼ばれる左右対称の外観を持つ。1988年に駅舎としては全国で初めて国の重要文化財に指定された。この駅舎は鉄道院九州鉄道管理局工務課によって1912年（大正元年）に設計が開始され、翌1913年（大正2年）に岡山市の菱川組によって建設が開始、1914年（大正3年）1月に竣工し、同年2月に営業を開始した。

#### 平成の大規模保存修理
開業後100年近くが経過し、シロアリ被害や老朽化による腐食でゆがみや亀裂が生じていることが判明したため、国、福岡県、北九州市、JR九州が協議を行い、2012年9月から本格的な保存修理工事を開始した。このため2012年9月28日限りで現在の駅位置での開業以来使われていた駅舎の営業を休止し、翌29日から仮駅舎に移行した。
当初の工事完了は2017年度末を予定していたが、耐震補強工事等の実施により完了予定時期が変更され、駅機能の新駅舎への切り替えは2018年11月10日に行われた。2019年3月10日に復原工事が終了してグランドオープンした。
工事では、1914年（大正3年）の竣工時の姿への復元と、耐震補強が行われた。1929年（昭和4年）に取り付けられた正面のひさしは取り除かれたが、1918年（大正7年）に設置された大時計や正面向かって右側のひさし、倉庫は文化的価値と歴史保存の観点から残された。1階の旧三等待合室部分には「スターバックスコーヒー門司港駅店」が、2階にはかつて当駅に存在した「みかど食堂」を成澤由浩のプロデュースによって復活させた「みかど食堂 by NARISAWA」がオープンした。また、「旧貴賓室」、「駅前広場」等が復元、「旧貴賓室」を「みかど食堂」の団体客用個室に、「小荷物取扱所」を待合室、「西側倉庫」を展示室として供用される。

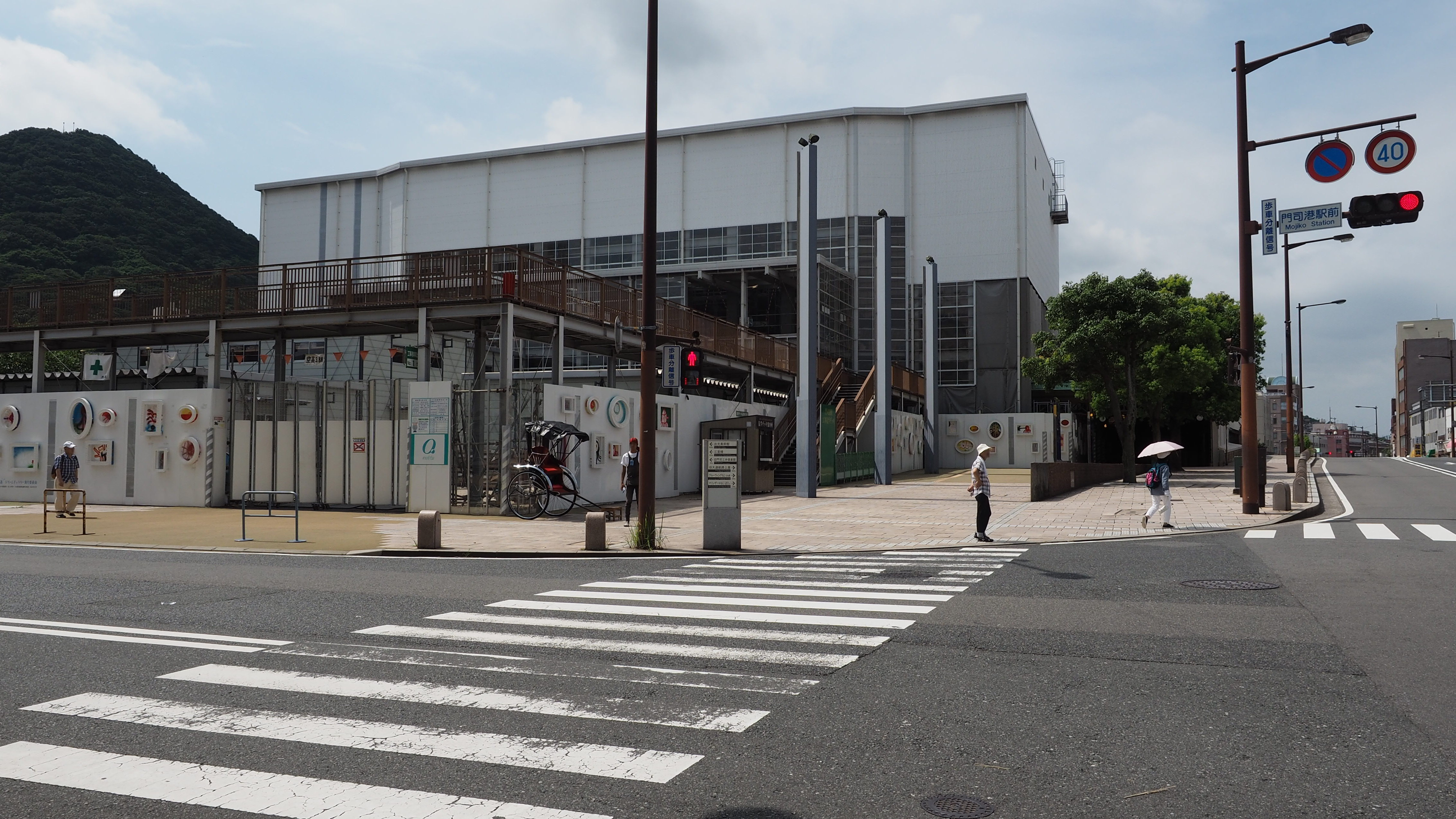
門司港駅保存修理工事中の仮囲い（2017年8月）
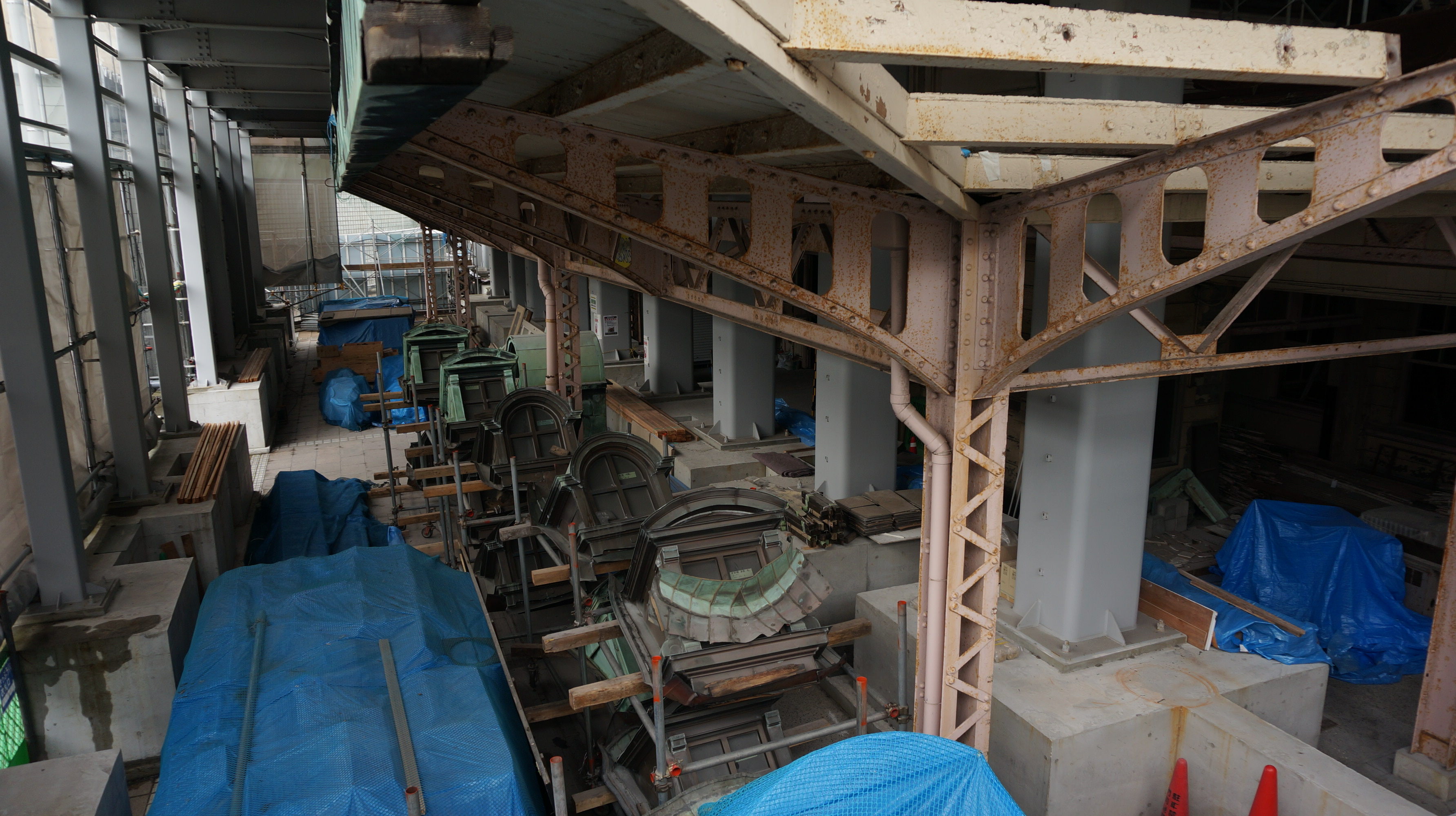
保存修理工事中の門司港駅（2014年8月）
1914年（大正3年）竣工時に無かった正面のひさしは保存修理工事により取り除かれた（2019年5月）

### のりば
前述の通り、3番のりばは欠番である。
| のりば     | 路線                  | 行先 | 行先                     |
| ---------- | --------------------- | ---- | ------------------------ |
| 1・2・4・5 | 鹿児島本線            | 下り | 小倉・博多方面           |
| 1・2・4・5 | 日豊本線              | 下り | 中津方面                 |
| 5          | □特急「きらめき」     | 下り | 小倉・博多方面           |
| 5          | □特急「リレーかもめ」 | 下り | 博多・佐賀・長崎方面     |
| 5          | □特急「かささぎ」     | 下り | 博多・佐賀・肥前鹿島方面 |

## 利用状況
2023年（令和5年）度の1日平均乗車人員は4,776人であり、JR九州の駅としては周船寺駅に次いで第44位である。
JR九州および北九州市統計によると、各年度の1日平均乗車人員は下表のとおり。
| 年度   | 1日平均 乗車人員 | 出典   |
| ------ | ---------------- | ------ |
| 2000年 | 5,903            | [ 34 ] |
| 2001年 | 5,778            | [ 34 ] |
| 2002年 | 5,520            | [ 34 ] |
| 2003年 | 5,565            | [ 34 ] |
| 2004年 | 5,428            | [ 34 ] |
| 2005年 | 5,191            | [ 34 ] |
| 2006年 | 4,952            | [ 34 ] |
| 2007年 | 4,969            | [ 34 ] |
| 2008年 | 5,058            | [ 34 ] |
| 2009年 | 5,077            | [ 34 ] |
| 2010年 | 5,111            | [ 34 ] |
| 2011年 | 5,320            | [ 34 ] |
| 2012年 | 5,154            | [ 34 ] |
| 2013年 | 5,145            | [ 34 ] |
| 2014年 | 4,937            | [ 34 ] |
| 2015年 | 5,090            | [ 34 ] |
| 2016年 | 5,164            | [ 34 ] |
| 2017年 | 5,165            | [ 34 ] |
| 2018年 | 5,289            | [ 34 ] |
| 2019年 | 5,173            | [ 34 ] |
| 2020年 | 3,486            | [ 34 ] |
| 2021年 | 3,746            | [ 35 ] |
| 2022年 | 4,389            | [ 36 ] |
| 2023年 | 4,389            | [ 33 ] |

## 駅周辺
当駅は港と当駅を中心にして古くから栄えた門司港地区の市街地であり、門司区の中心部に所在する。駅名の通り、駅の近くには門司港（北九州港）があり、駅周辺は駅舎および周辺の歴史的建造物を活かした観光スポット「門司港レトロ」となっている。
駅前を国道198号が通り、駅の約200メートル東側を国道3号が通っている。
かつては駅舎前のロータリーにバス乗り場とタクシー乗り場があったが、門司港レトロ事業のひとつとして駅舎前を噴水広場に改めたため、ロータリーは東側に移された。バス乗り場からは門司区内各地や、小倉方面へ向かう西鉄バス北九州の路線が発着している。
- みずほ銀行北九州支店門司出張所
- 北九州銀行門司支店（旧山口銀行門司支店）
- 福岡銀行門司支店
- 西日本シティ銀行門司支店
- 福岡中央銀行門司支店
- 門司港郵便局
- 九州鉄道記念館駅（平成筑豊鉄道門司港レトロ観光線）[1]

### 主なスポット
- 門司港桟橋（マリンゲートもじ） - 関門汽船の下関（唐戸）行きの船が発着。
- 門司港レトロ[1]
  - 北九州市旧門司三井倶楽部[1]
  - 北九州市旧大阪商船
  - 旧JR九州第一庁舎（旧三井物産門司支店ビル）
  - 門司郵船ビル
  - 北九州市旧門司税関[1]
  - 門司港レトロ展望室（門司港レトロハイマート31階にある展望室）
  - 出光美術館
  - 門司港レトロクルーズ[37]
- 九州鉄道記念館（旧九州鉄道本社屋）[1]
- 海峡ドラマシップ
- プレミアホテル門司港
- 松永文庫
- 門司区役所
  - 例年8月13日に関門海峡花火大会が行われる。

## バス路線
西鉄バス北九州による運行。駅横の門司港駅前バス停留所から門司区内および北九州市内他区各地へ発着する。
- 3番・72番・95番：田野浦
- 7番：太刀浦埠頭入口
- 40番：恒見営業所
- 41番：白野江
- 45番：門司学園中高前
- 70番・74番：戸畑渡場
- 72番：東本町二丁目
- 74番：和布刈
- 72番・74番：青葉車庫
- 95番：小倉北区役所前・青葉車庫

また、駅から約400メートル離れた桟橋通り交差点にある国道3号・県道25号の門司港レトロ（郵便局前）・門司港レトロ（栄町銀天街入口）・門司港レトロ（桟橋通り交差点）バス停留所にもバスが発着する。

## その他
- 太平洋戦争中、政府による金属類回収令が公布され、門司港駅本屋の真鍮製板張りの円柱は、当時の小林鎌次郎駅長の機転により、黒色のペンキで塗装しカムフラージュされ、供出を免れたという。後世、ペンキが剥げたところから真鍮が露出し、さらに磨いたところ非常に美しい真鍮板が顕わになった。駅員たちは、当時の駅長、駅員たちが必死に駅舎を守ったことを知り、感銘を受けたという[要出典]。
- テレビドラマや映画のロケ地としても有度々使用される。1984年には銀河テレビ小説『港駅』（NHK総合）の舞台としてロケーション撮影が行なわれ、タイトルバックの映像に駅舎や当時走っていた西鉄北九州線が使用されている。近年では『ホーム&アウェイ』（2002年、フジテレビ）で度々撮影に使われていた。2007年8月10日に放送された実写版テレビドラマ『はだしのゲン・前編』（フジテレビ）で広島駅が登場するシーンがあるが、1945年当時の広島駅のイメージがこの駅と似ているため、駅舎のみロケに使用された（ホームと車両は静岡県の大井川鐵道で撮影）。その際出入口に掲示している駅名を『門司港駅』⇒『驛島廣』に差し替え、背景をCGで白くする処理が施された。
- 当駅の社員の制服は、JR九州の他駅の制服とは異なるオリジナルのレトロ調のものである[1][18]。
- のちの内閣総理大臣・佐藤栄作は東京帝国大学卒業後に鉄道省に就職したが、初の配属先が当駅（当時の名称は「門司駅」）の助役であった[38]。

## ギャラリー

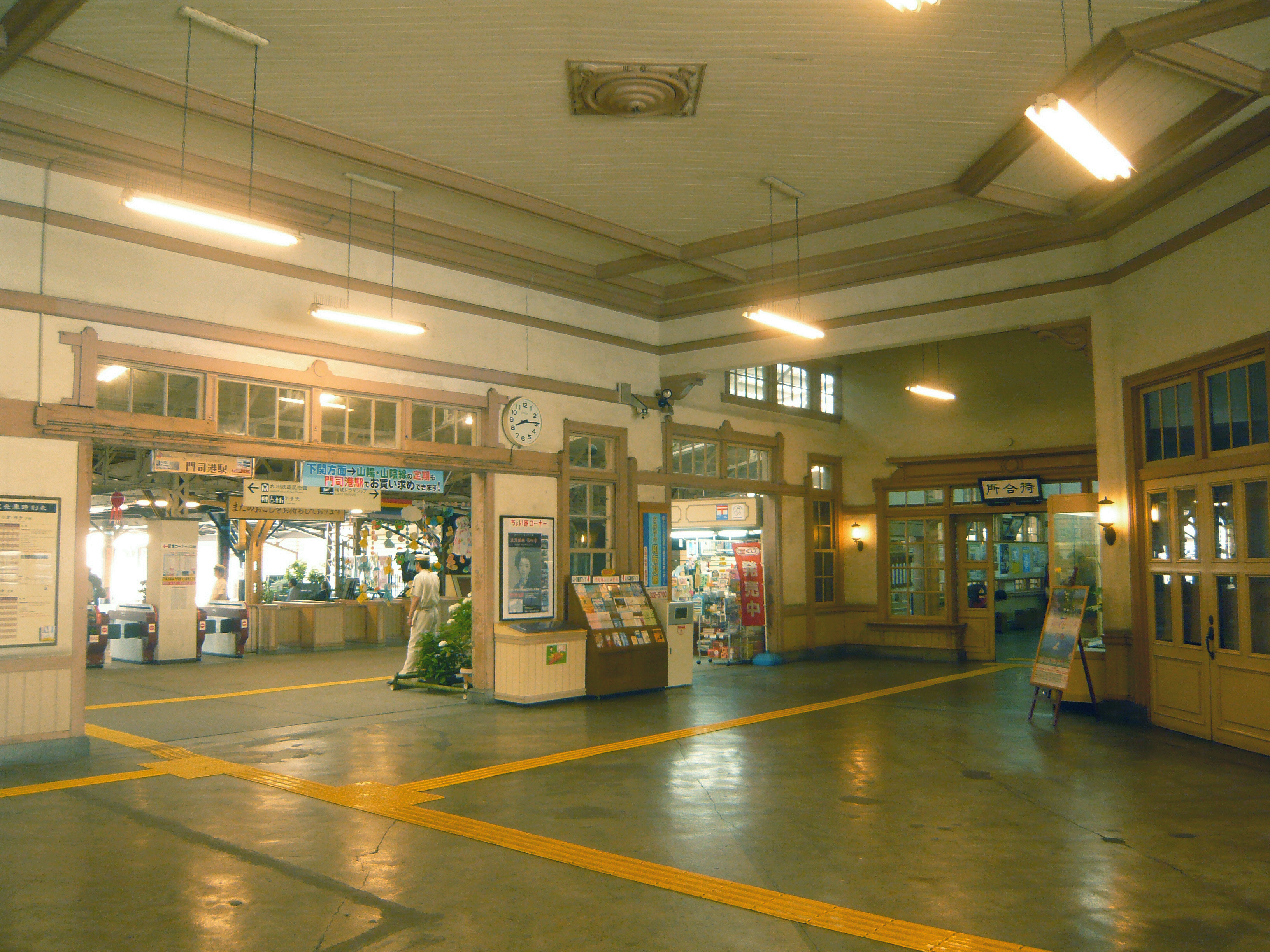
駅舎内（2008年6月）
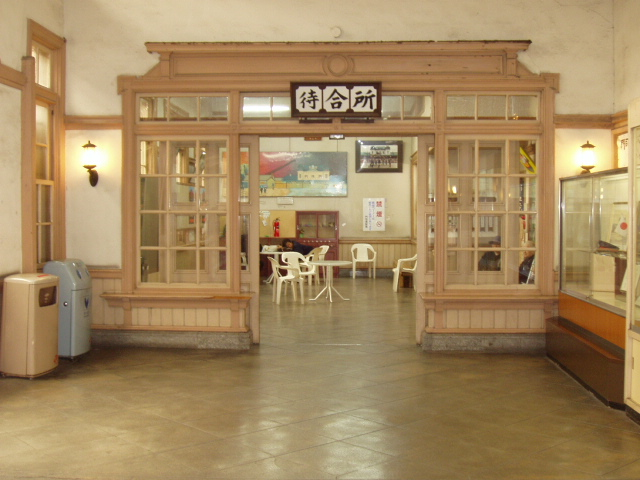
待合室（2003年10月）
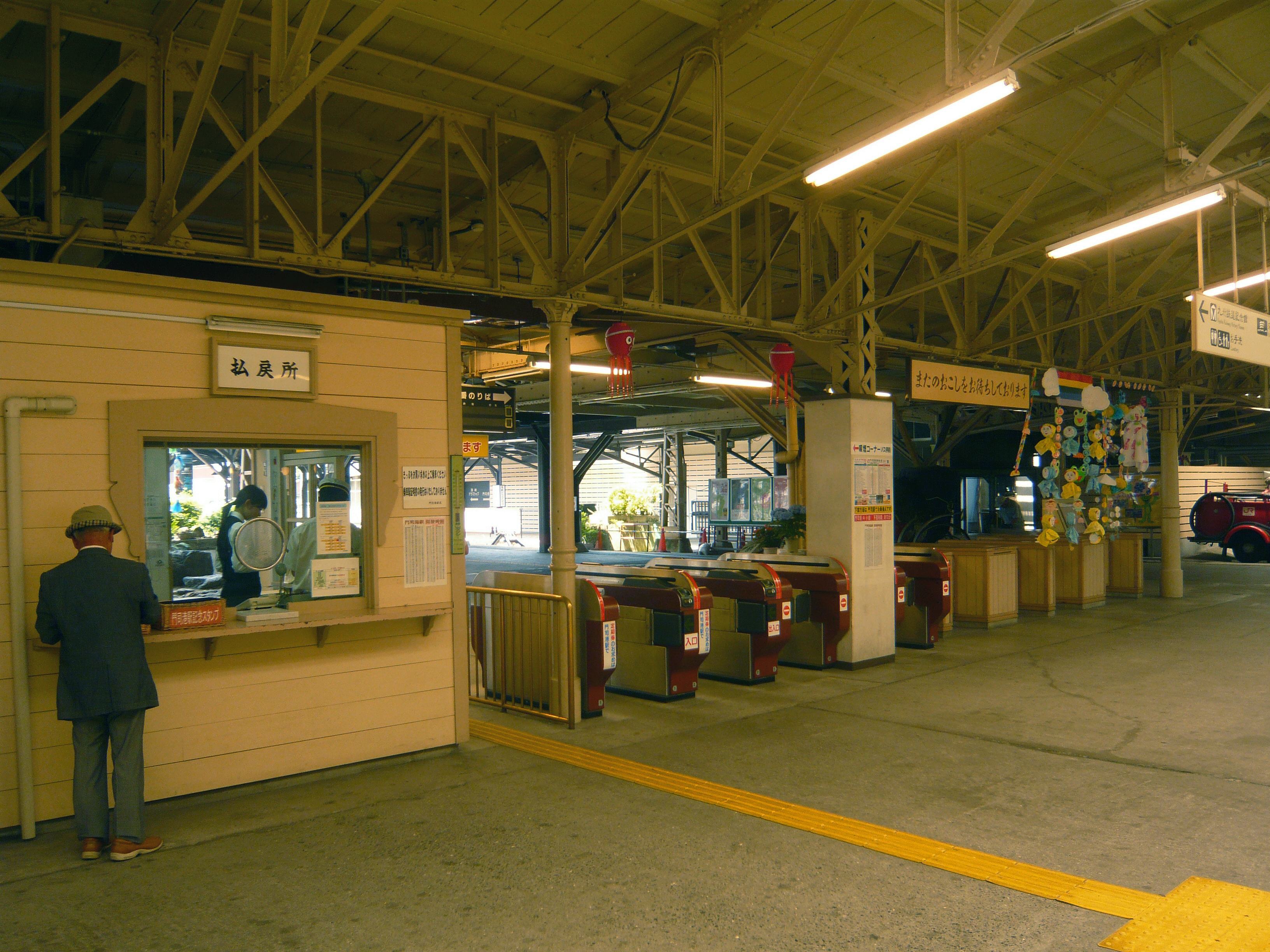
改札口（向かって右側は旧改札口）（2008年6月）
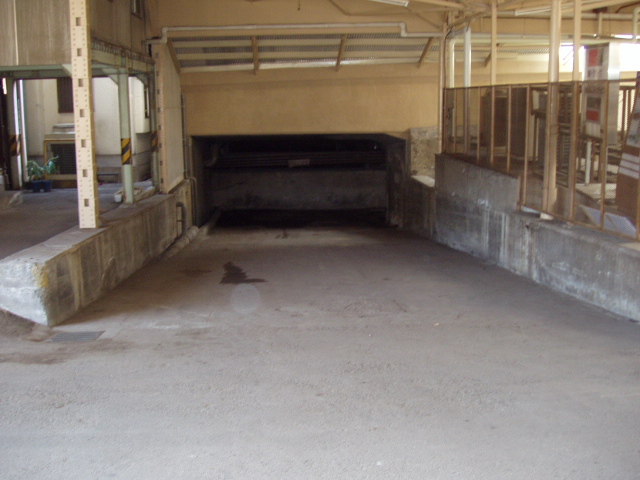
関門連絡船通路跡（2003年10月）
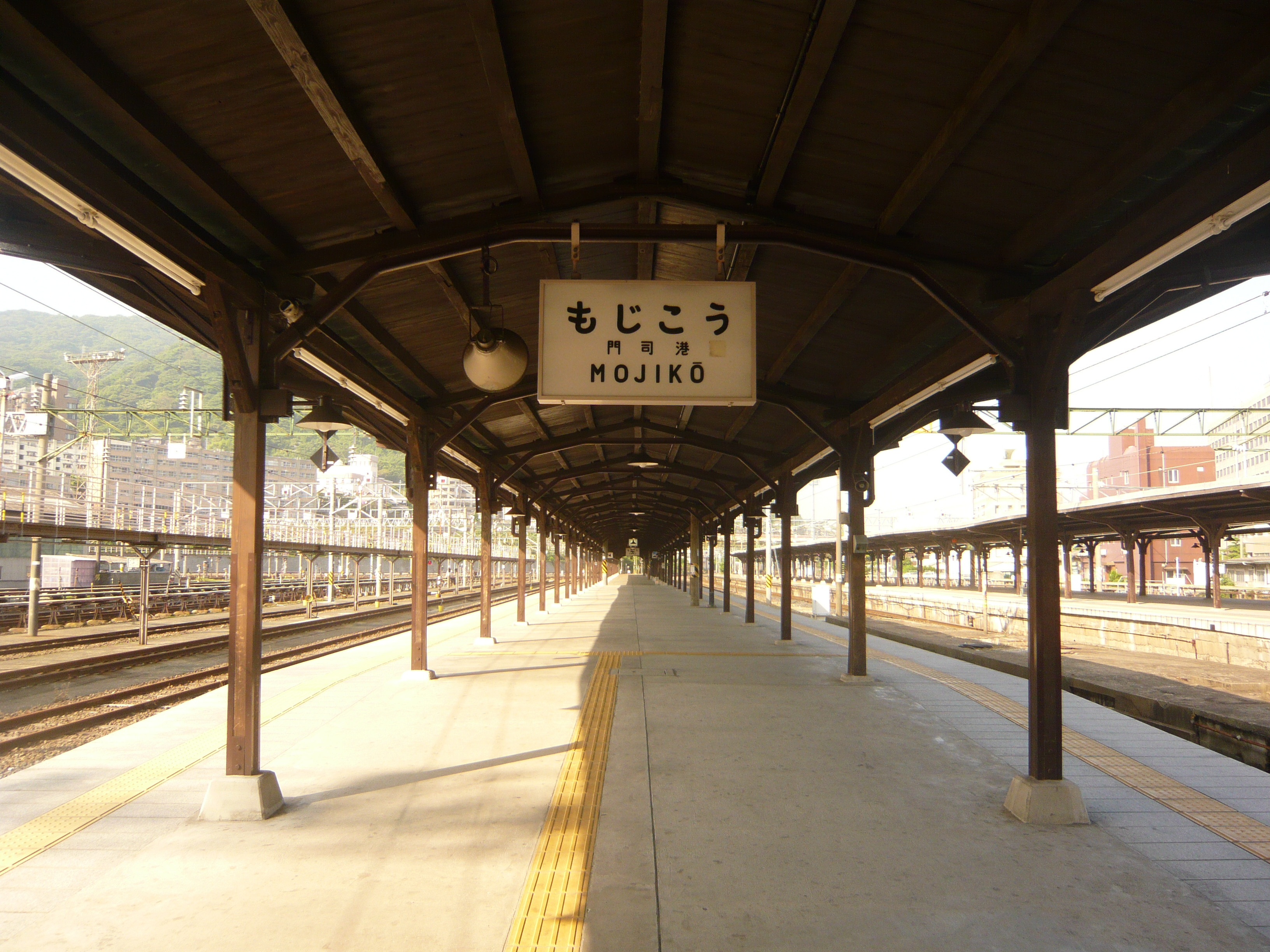
ホーム（2008年6月）
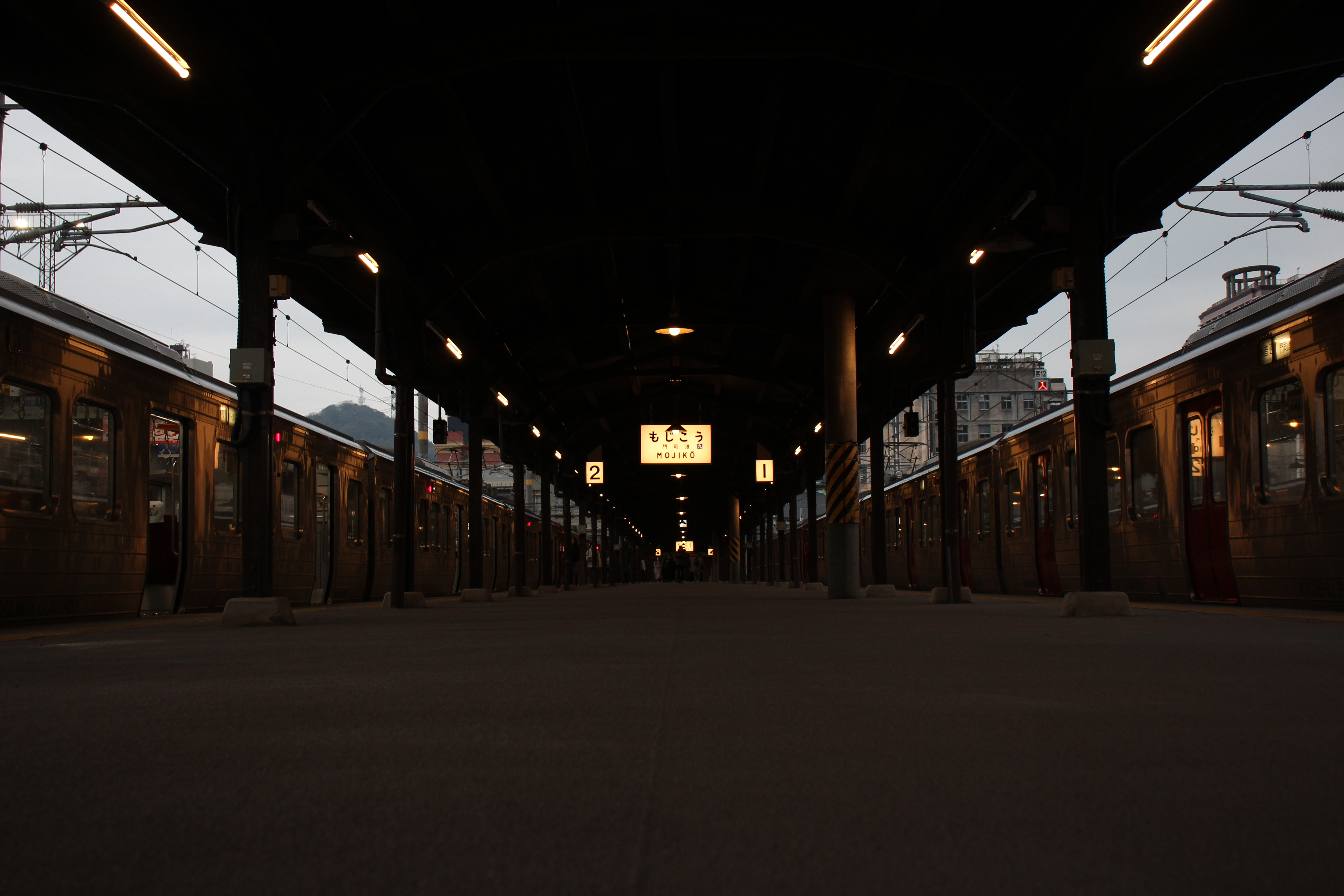
ホーム(夕方)（2025年3月）
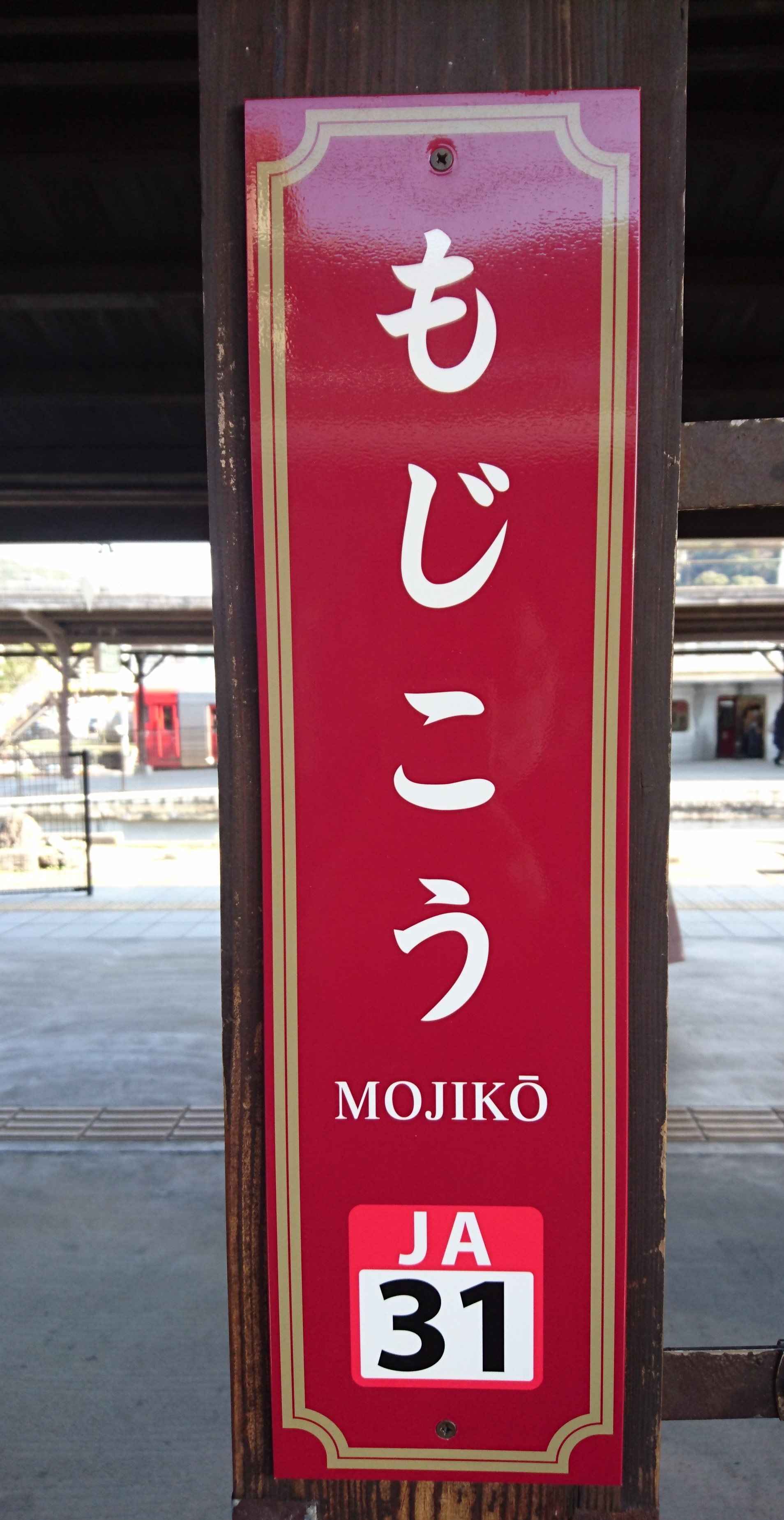
駅番号入りの縦型駅名標（2019年2月）
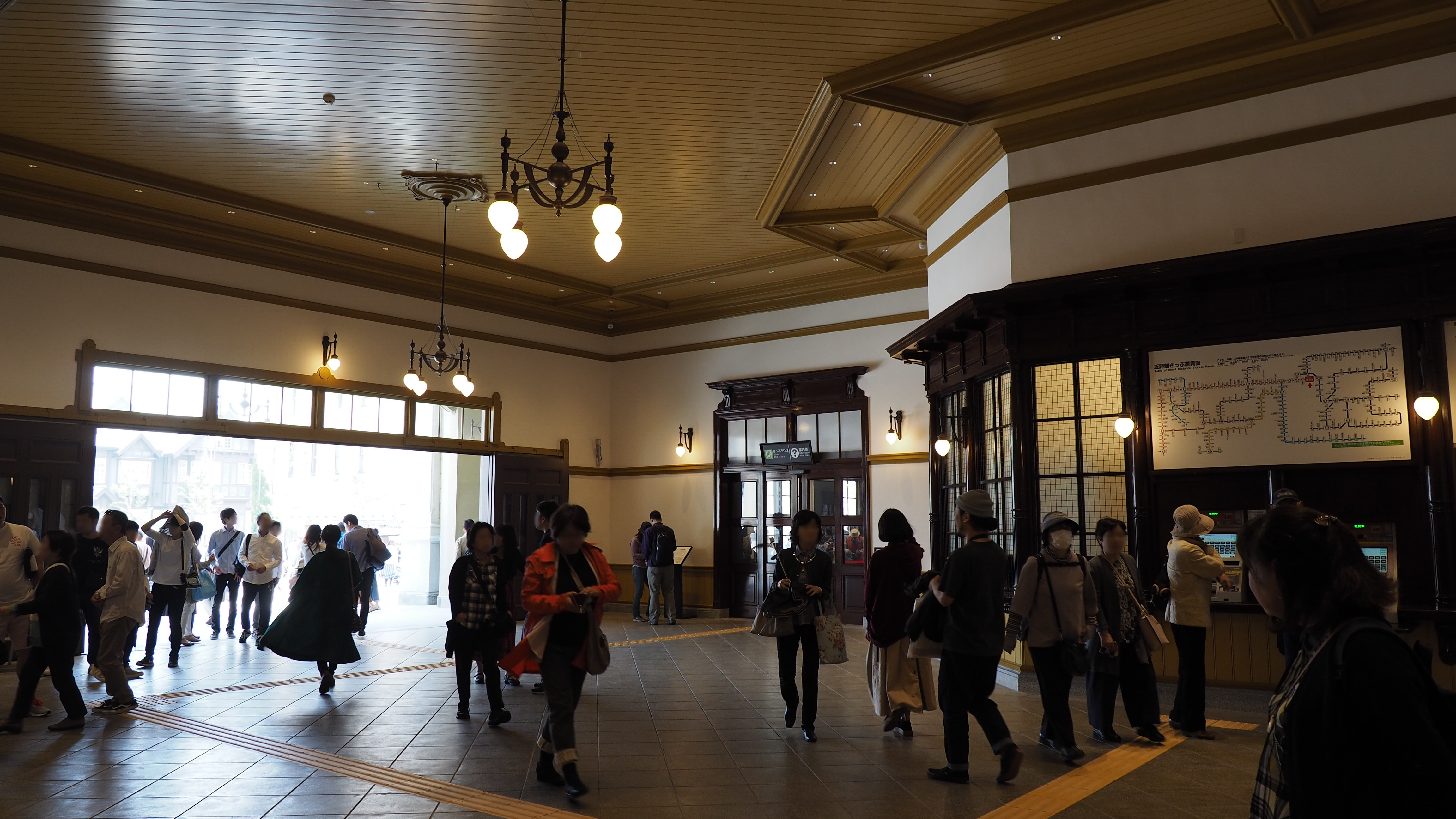
保存修理工事後のコンコース(2019年)
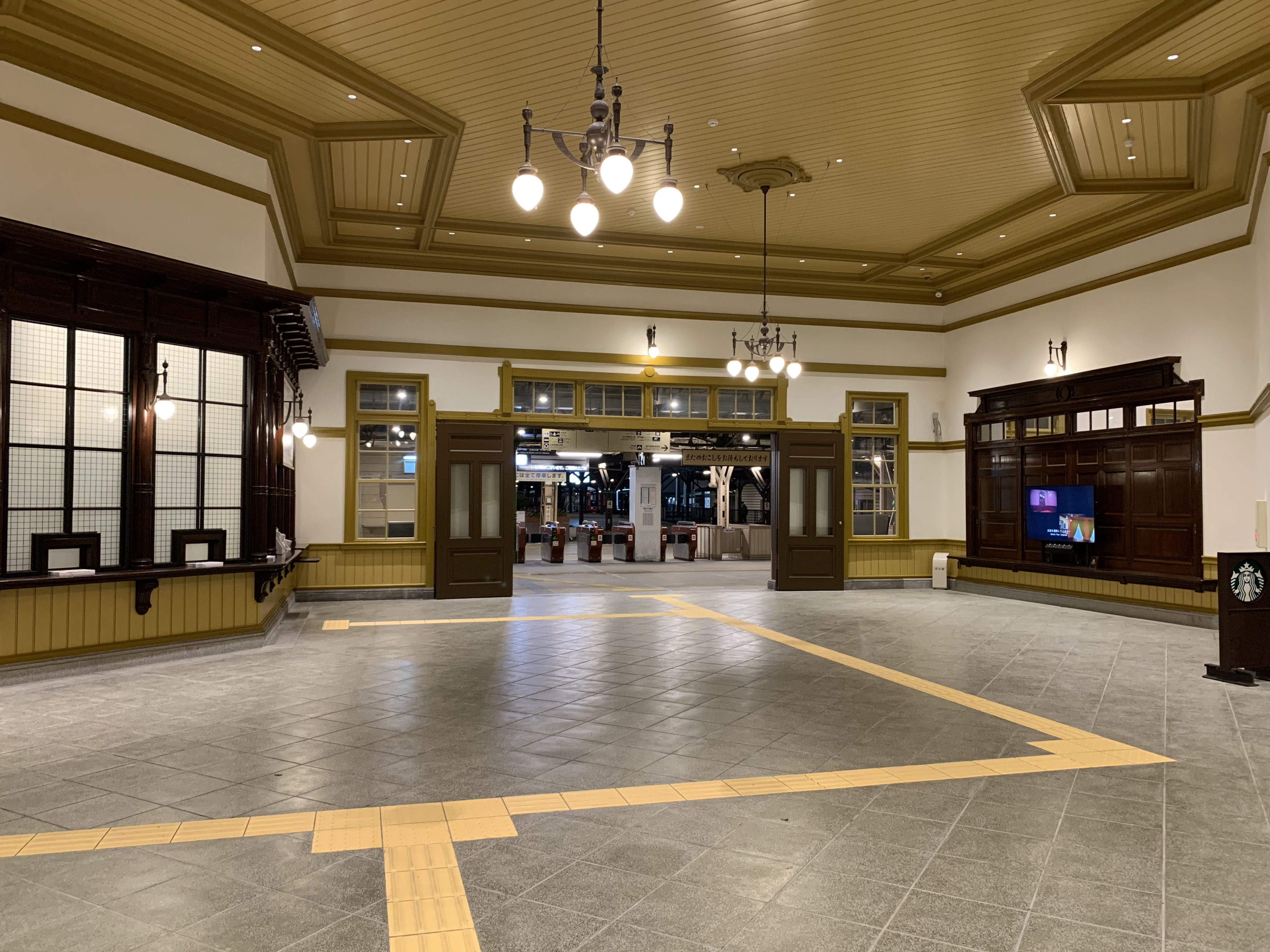
駅舎のエントランス（2020年3月）
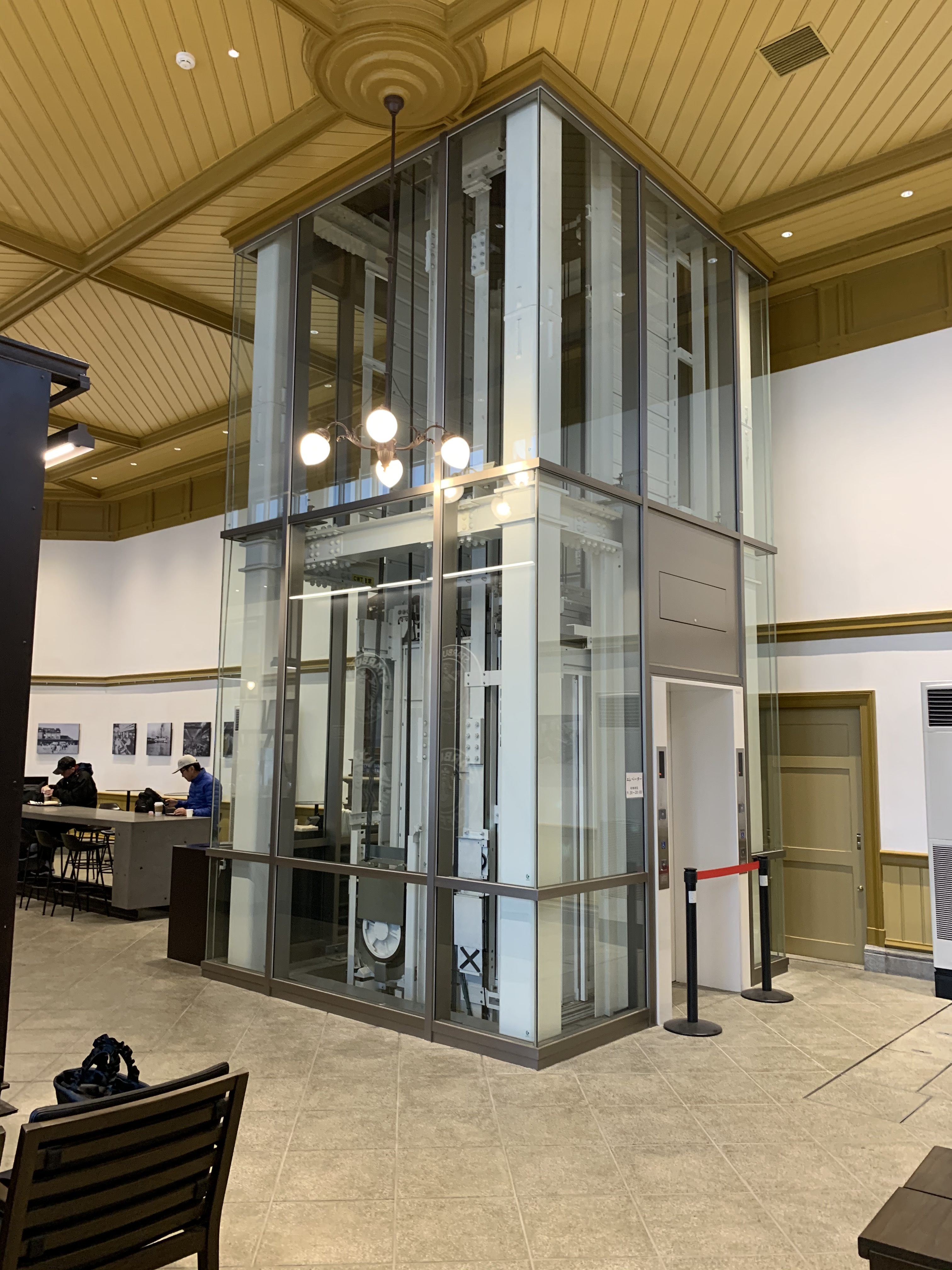
スターバックスコーヒー店内にあるエレベーター（2020年3月）

## 隣の駅
九州旅客鉄道（JR九州）
 鹿児島本線
- 特急「きらめき」「リレーかもめ」「かささぎ」発着駅

■快速・■区間快速・■普通
門司港駅 (JA31) - *（貨）葛葉駅 - 小森江駅 (JA30)
*打消線は廃駅

### かつて存在した路線
日本貨物鉄道（JR貨物）
鹿児島本線
門司港駅 - 外浜駅

## 初代門司駅遺構解体問題
2023年9月、北九州市の複合公共施設建設に伴う調査中に、1891年に開業した初代門司駅の遺構が初めて発見された。この遺跡保全について、2024年2月28日の北九州市議会定例質問では、遺構の学術的評価を行わない形で発掘報告が行われていた事や、文化庁への届け出が行われないまま一部移築方針が決定されていた事が発覚していた。また複合公共施設の整備に伴い、遺構が解体される事に対し、2024年9月4日、国際記念物遺跡会議は「ヘリテージ・アラート」を発令し、解体を取りやめるよう要請した。また、市民団体「門司・北九州の未来を考える会」は、「世界遺産級の価値を持つ」事の他に「複合公共施設を沿岸部に建設するリスク」を指摘し、建設計画に反対を唱えた。
しかし北九州市長武内和久は「老朽化は待ったなし」とし、計画通りの事業続行を表明した。これに対し日本考古学協会も、遺構保存を求める声明を発表した。しかし11月14日には、北九州市議会建築建設委員会では遺跡を解体し、当初予定通りの複合公共施設の整備がされると報告された。
これに対し、日本イコモス国内委員会は、「日本の急速な近代化と国際的展開の象徴であり、鉄道と港湾が一体として計画・整備された稀有な歴史的遺構」であるとし、門司駅遺構解体工事の即刻中止を強く求めた。これを受ける形で市長は、11月21日に「機関車庫の基礎の一部については破壊せず、埋め戻す」と一部保存を表明したが、イコモス国内委員会は未発掘区域にも遺構がある可能性や決定プロセスの不透明性を指摘した上で、「遺構の本質的な価値が伝わる部分が含まれていない」とし、より適切な保存方策の検討を行うべきとした。
しかし11月28日、遺跡の解体工事が開始された。2025年3月までには造成される予定である。